# Love Bites
Love Bites (engl. für: „Liebe beißt“) ist ein Lied der britischen Rockband Def Leppard. Es wurde im August 1988 aus ihrem Album Hysteria als Single ausgekoppelt. Das Lied ist bis heute Def Leppards einziger Nummer-eins-Hit in den USA. Der Titel des Liedes war ursprünglich der Arbeitstitel des Liedes I Wanna Be Your Hero, das 1987 als B-Seite der Hysteria-Single veröffentlicht worden war.

## Kommerzieller Erfolg
Nach dem Erfolg der Single Pour Some Sugar on Me, die in den USA Platz zwei erreicht hat, wurde Love Bites im August 1988 veröffentlicht. Nach wenigen Wochen wurde es ihr einziger Nummer-eins-Hit in den USA. Es löste Bobby McFerrins Don’t Worry, Be Happy von der Spitze ab. An der Spitze stand die Single eine Woche und wurde anschließend von UB40s Red Red Wine abgelöst. Im Vereinigten Königreich erreichte die Single Platz 11 der UK Top 40.

## Die Schlusssequenz vonLove Bites
Der Ausklang zum Ende des Liedes ist unter Fans sehr populär. Der Leadsänger der Band singt „If you’ve got love in your sights, watch out, love bites“, gleichzeitig schrien die restlichen Bandmitglieder laut einem bekannten Gerücht „Jesus of Nazareth, go to Hell“. In ihrer Dokumentation zu Hysteria erklärte die Band, dass der Inhalt anders sei. Tatsächlich ist Produzent Mutt Lange zu hören, der auf die Textzeile mit „Yes it does, bloody Hell“ antwortet. Die Schlusssequenz des Liedes wurde mit einem Vocoder aufgenommen.